# Ifanes
Ifanes (Portugees) of Anfainç (Mirandees) is een plaats (freguesia) in de Portugese gemeente Miranda do Douro en telt 1557 inwoners (2001).